# Tatort: Seilschaft
Seilschaft ist ein Fernsehfilm aus der Krimireihe Tatort. Der vom SRF produzierte Beitrag ist die 1235. Tatort-Episode und wurde am 30. April 2023 im SRF, im ORF und im Ersten ausgestrahlt. Das Zürcher Ermittlerduo Grandjean und Ott ermittelt in seinem fünften Fall.

## Handlung
Der Gastgeber einer Wohltätigkeits-Veranstaltung in einem noblen Hotel am Zürichsee wird ermordet in seiner Suite aufgefunden. Einige Tage später wird auch der Hauptsponsor dieser Veranstaltung tot aus dem Zürichsee geborgen. Beide Toten scheinen in illegale Geschäfte mit der ’Ndrangheta verwickelt gewesen zu sein, weshalb sich die Bundesanwaltschaft vorübergehend in die Ermittlungen einschaltet. Nachdem jedoch die Leiterin des Kinderheims „Sonnenhof“ einer weiteren Mordtat zum Opfer fällt und Verbindungen zwischen dieser und den Erstgenannten zutage treten, kommen die Ermittlerinnen kinderpornographischen Aktivitäten und einer zwei Jahre zurückliegenden Kindesentführung auf die Spur. Die Heimleiterin hatte jahrelang pädophil veranlagten Männern Kinder „geliefert“ und sich dafür fürstlich bezahlen lassen.
Die Spur führt zu Gina Keller, der Schwester der seinerzeit verschwundenen Zoé, die in dem Kinderheim untergebracht war. Gina versucht Kontakt zu Tessa aufzubauen, damit diese ihr hilft ihre Schwester zu finden. Doch die Konfrontation mit dem Thema Kindesmissbrauch löst bei Tessa heftige Reaktionen aus. So kommt es zu Ausfälligkeiten gegen Personen im polizeilichen und privaten Umfeld und zu riskanten Alleingängen. Bei ihrer Kontaktsuche zu Gina wird sie Zeugin einer weiteren tätlichen Auseinandersetzung und muss, auf sich allein gestellt, zusehen, wie Dominic Mercier, ein weiterer Kunde der Heimleiterin, vor Tessas Augen von Gina hingerichtet wird, damit er den Aufenthaltsort von Zoé preisgibt. Sie kann Zoé kurz am Telefon hören, die sich in England zu befinden scheint. Darauf vertrauend, dass Tessa sich kümmert, springt Gina nach ihrem dritten Mord in den Tod.
Ginas Bemühungen, ihre Schwester zurückzuholen, haben am Ende Erfolg und Zoé kommt in die Schweiz zurück.

## Hintergrund
Der Film wurde vom 4. Oktober 2021 bis zum 3. November 2021 unter dem Arbeitstitel Monster in der Schweiz gedreht, unter anderem im Hotel „Marriott“, der Langstrasse, am Ufer des Zürichsees und im Vorort Schlieren.

## Rezeption

### Kritiken
Christian Buß schrieb für den Spiegel: „Sagen wir mal so: Der Mörder oder die Mörderin in diesem »Tatort« neigt zu unnützen Ausschweifungen. Die Drehbuchautorinnen, die sich diese Person ausgedacht haben, aber auch. Ihr Fall strotzt vor sinnlosen Verkomplizierungen und erschöpfenden Redundanzen. […] Was an dem auffallend unfokussierten Krimiplot […] stört, ist die Beliebigkeit, mit der hier Superlativ-Verbrechen aneinandergereiht werden.“
In der Süddeutschen Zeitung wertete Holger Gertz: „Der Auftakt von ‚Seilschaft‘ […] ist derart betulich, wie man es seit den Tatort-Gründerjahren in den frühen Siebzigern selten erlebt hat. […] Aber auch diese überbemüht auf Thrill angelegten Tötungsmethoden passen nicht zum hausbackenen Rest, die Sequenzen aus dem Baukasten hölzernster Tatort-Dialoge killen jede Stimmung. ‚Zwei Tötungsdelikte in zwei Tagen!‘ - ‚Hast du etwas Neues zum Täterprofil?‘ - ‚Wo waren Sie am Montagabend?‘ Und immerfort so weiter.“
Martina Kalweit meinte bei tittelbach.tv: „Dank zweier unschöner Morde holt sich die Kripo Zürich einen Mafia-Experten ins Haus. Während der Mann aus Italien mit der Staatsanwältin vor der Fotowand steht, driften draußen die Spuren auseinander. Die Rollen der ausschwärmenden Ermittlerinnen sind wie in den bisherigen Zürich-Fällen verteilt: Die eine bewahrt einen kühlen Kopf, die andere lässt sich emotional mitreißen. Damit liefert Fall 5 neue Ahnungen über das Trauma einer Profilerin, deren persönliche Probleme zwar mit der Tätersuche verknüpft sind, jedoch die zuvor auf anderer Ebene aufgebaute Spannung etwas verpuffen lassen.“
Bei der FAZ urteilte Anna Vollmer: „Die Themen sind in ‚Seilschaft‘ brisant, die Umsetzung fällt umso dürftiger aus. Viele Szenen sind, die ganze Handlung ist teilweise so unrealistisch, dass man staunend vor dem Bildschirm sitzt. Das beginnt schon bei den Dialogen“ bewegt sich über „lahme Gags“ und überrascht dann doch, „wie harmlos das Ende ausfällt.“
Auch in der Frankfurter Rundschau fällt die Kritik ähnlich aus: „Nach einem Buch von Claudia Pütz und Karin Heberlein, in der Regie von Tobias Ineichen geht es eher um die originellste Tötungsart als um irgendeine Plausibilität, sind die Logik-Lücken groß wie Scheunentore. Und sagt Staatsanwältin Wegenast, Rachel Braunschweig, allen Ernstes zu Grandjean und Ott: ‚Schweizer Banken können doch gar kein Geld mehr waschen‘. Huch.“

### Einschaltquoten
Die Erstausstrahlung von Seilschaft am 30. April 2023 wurde in Deutschland von 5,93 Millionen Zuschauern gesehen und erreichte einen Marktanteil von 24,0 % für Das Erste.